# Bilhorod-Dnistrovsky
Bilhorod-Dnistrovsky (Oekraïens: Білгород-Дністровський), vroeger Akkerman, is een stad in het zuidwesten van Oekraïne, in de oblast Odessa bij de grens met Moldavië. De stad ligt op de oever van de Dnjestrliman en is het bestuurlijk centrum van het gelijknamige district Bilhorod-Dnistrovsky. Het maakte deel uit van het Ottomaanse rijk in Bessarabië.

## Geschiedenis
In september 1789 werden het fort en de stad door de Russen, onder leiding van prins Grigori Potjomkin en aanvoerder Michail Koetoezov, veroverd op de Turken. Na het beëindigen van de Russisch-Turkse Oorlog werd de stad opnieuw onderdeel van het Ottomaanse Rijk.
Op 7 oktober 1826 werd in het Boedzjak-kasteel de Akkermanconventie getekend tussen het Russische en Ottomaanse Rijk.